# Aschenbrödel
Aschenbrödel (Askungen) är en balett med musik av Johann Strauss den yngre. Den spelades första gången den 2 maj 1901 i Berlin.

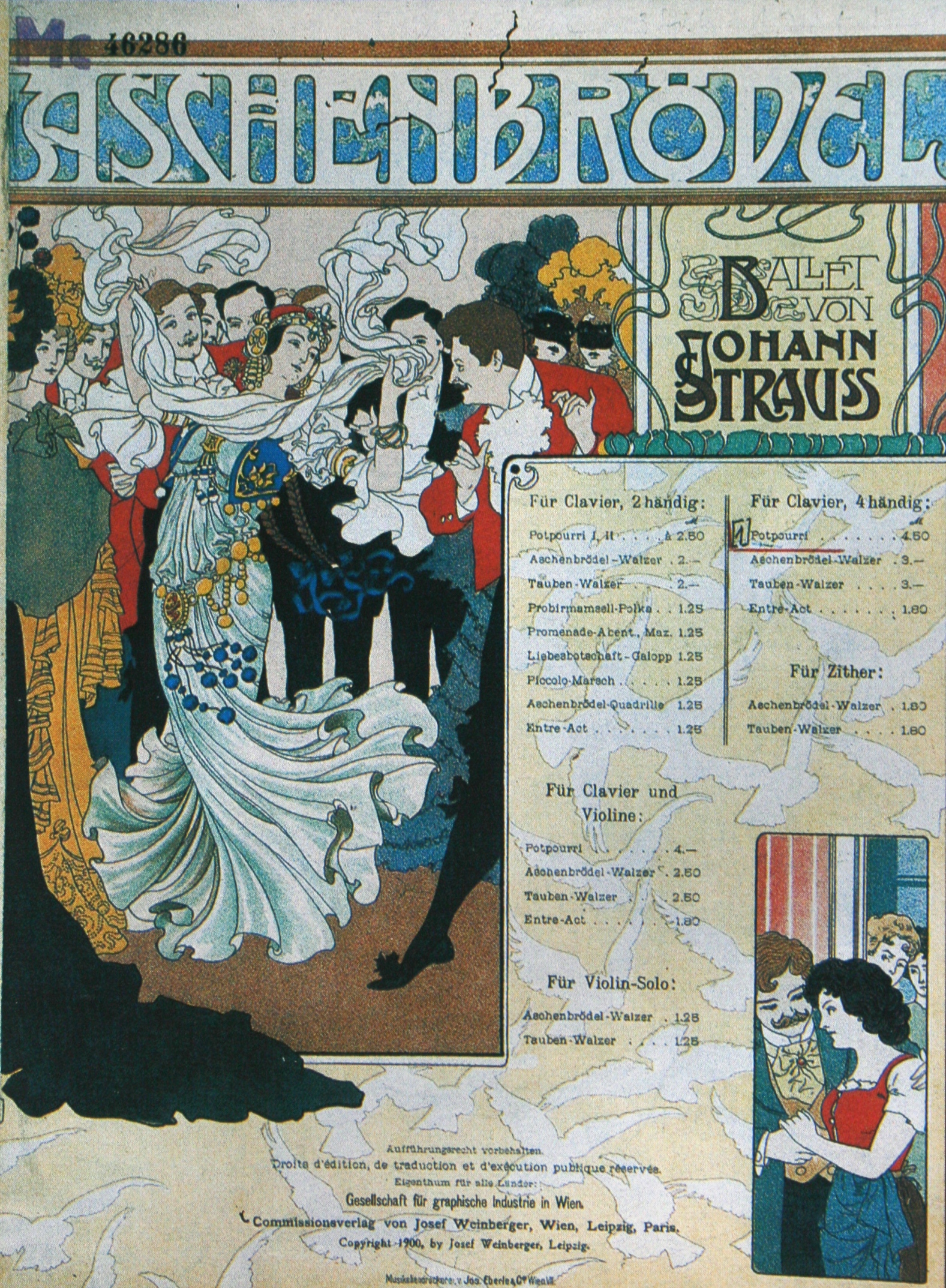
Klaverutdrag till Aschenbrödel.

## Historia
Den 5 mars 1898 stod det att läsa i tidningen Die Wage om en pristävling i syfte att få fram ett lämpligt balettlibretto till Johann Strauss. Tävlingen vände sig inte enbart till läsarna i Österrike; den 24 mars 1898 annonserade The London Musical Courier i London att "Johann Strauss ska skriva en ny och genomarbetad balett för Wiener Hofoper för att fira kejsarens jubileum nästa viner" och läsarna uppmanades att skicka in förslag på ett passande balettlibretto. Priset skulle bli 4000 Kronen. Juryn bestod av Nikolaus Dumba, Gustav Mahler, Johann Strauss, Eduard Hanslick och Rudolf Lothar. Alla var herrar med olika musikaliska erfarenheter och positioner i samhället. Annonseringen gick över förväntan: i juli hade det kommit in över 800 förslag men inget av dem gjorde Strauss gladare till sinnes inför uppgiften. Rudolf Lothar, som representerade Die Wage hade under augusti tydligen tillsammans med någon eller några jurymedlemmar bestämt sig för att förorda A. Kollmanns förslag till en modern version av sagan om Askungen (på tyska: Aschenbrödel). Eduard Hanslick gjorde på flera grunder definitivt "tummen ned" för "Aschenbrödel" i ett brev till Strauss, daterat den 13 september 1898. Ändå var det detta stycke som kort därefter blev det vinnande. Strauss hade inget annat val än att taga itu med det mödosamma kompositionsarbetet. 
Han uttryckte hur utmattande det var i ett brev till brodern Eduard Strauss sommaren 1898: "Jag har händerna fulla med baletten - Jag skriver så fingrarna blöder och kommer ändå ingen vart. Jag är på 40:e arket och har endast åstadkommit 2 scener". Trots att han nästan var färdig med orkestreringen och ändringarna till akt I, samt hade otaliga skisser och utkast i varierande stadier av fullbordan klara för de resterande två akterna, skulle han aldrig komma att fullborda sin balett. Han var ännu i färd med att arbeta på sin balett bara några dagar före sina död, som hans änka Adèle senare mindes: "När jag kom hem den 27 maj [1899] fann jag min make vid tebordet samtalande med min dotter. Han var invirad i en överrock och klagade över kylan. Framför honom låg partituret till 'Aschenbrödel'. Med hjälp av tjänarna bar vi honom uppför trappan till sovrummet. Vi bäddade ned honom och jag gav honom en varm kopp te vilken han gladeligen drack". Efter hans död den 3 juni 1899 tillfrågades kompositören Carl Millöcker om att fullborda baletten men denne tackade nej på grund av dålig hälsa (han skulle avlida den 31 december samma år). Strauss änka Adèle och förläggaren Josef Weinberger vände sig då till tidens mest uppburne balettkompositör, balettchefen vid Wiener Hofoper, Josef Bayer. Bayer satte ivrigt igång med arbetet och var, enligt det kontrakt som upprättades, bunden att det färdiga verket endast skulle bestå av Strauss musik, "förutom där tekniskt nödvändiga omständigheter gjorde det omöjligt". Bland de färdiga delarna av Aschenbrödel fanns ett "Vorspiel zum 3. Akt" (Förspel till akt III), vilken innehöll en av de sista valsmelodierna som Strauss skrev. 
När baletten skulle sättas upp på Wiener Hofoper ändrade sig plötsligt operachefen Gustav Mahler (som ju hade varit en av jurymedlemmarna i pristävlingen). Han hade tittat igenom klaverutdraget av Aschenbrödel och tvivlade på att det var komponerat av Strauss själv, och vägrade ta upp baletten på repertoaren. Det blev istället Berlinoperan som den 2 maj 1901 framförde baletten Aschenbrödel för första gången. Inte förrän den 4 oktober 1908 sattes baletten upp i Wien, då Mahlers efterträdare Felix Weingartner dirigerade den.

## Handling
Baletten är en samtida omarbetning av den klassiska sagan om Askungen där handlingen utspelas i varuhuset 'Die vier Jahreszeiten'.

## Musiken
Kort tid före premiären publicerade Josef Weinbergers förlag sju separata orkesterverk med motiv från baletten. Dessa blev omedelbart stora framgångar hos de många militärorkestrar som fanns i Wien:
- Aschenbrödel-Walzer
- Aschenbrödel-Quadrille
- (Förspel till akt III ingick inte bland de sju orkesterverken)
- Probirmamsell
- Liebesbotschaft-Galopp
- Tauben-Walzer
- Promenade-Abenteuer
- Piccolo-Marsch